# Бекство из затвора (5. сезона)
Пета сезона серије Бекство из затвора (енгл. Prison Break), позната и под називом Бекство из затвора: Ресурекција (енгл. Prison Break: Resurrection)‍ или Бекство из затвора: Наставак (енгл. Prison Break: Sequel), деветоделни је наставак америчке ТВ серије Бекство из затвора. Премијера је била 4. априла 2017. године на Фоксу,‍‍ а прву епизоду пратило је 3,83 милиона људи.‍
Радњу наставка серије њен творац Пол Шеринг сместио је пет година после догађаја четврте сезоне оригиналне серије.‍ Серију производи 20th Century Fox Television, заједно са  и . Шеринг је главна особа задужена за настанак пете сезоне, а као извршни продуценти помогли су му Марти Ејделстајн, Дон Олмстед, Вон Вилмот, Мајкл Хоровиц и Нелсон Макормик. Макормик је такође требало да буде један од режисера.‍
Вентворт Милер је поново Мајкл Скофилд, Доминик Персел репризира улогу Линколна Бароуза, а своје улоге из оригиналне серије такође репризирају и Амори Ноласко, Пол Ејделстајн, Роберт Непер, Рокмонд Данбар те Сара Вејн Калис. Нова лица која ће се појавити у Бекству из затвора су Марк Фојерстин, Огастус Пру, Рик Јун, Стив Музакис, Инбар Лави и други.
Пилот епизода је наручена августа 2015, а мини-серија је зелено светло добила јануара 2016. године, када је Фокс издао званично саопштење. Продукција је почела у априлу 2016. и завршила јула исте године. Снимање се одвило у Ванкуверу и неколико мароканских градова као што су Рабат, Казабланка и Уарзазат.‍‍ Као термин емитовања одабран је прво четвртак‍ а потом уторак и 9 часова по локалном времену.‍ Први трејлер је објављен 16. маја 2016. године.‍ Последња епизода је приказана 30. маја 2017. године.‍

## Премиса
У сасвим новом поглављу за драмску серију, радња ће почети седам година након наводне смрти Мајкла. Сара је наставила са својим животом, удајући се за новог мужа с којим одгаја своје и Мајклово дете. Када испливају докази о томе како је Мајкл можда жив, она се удружује са Линколном да би заједно осмислили највећи план за бекство икада спроведен у овој серији.‍‍‍‍
Мајкл Скофилд се појавио у злогласном затвору Оџиџија у Сани (Јемен), под именом Канијел Аутис. Пошто ову земљу разара рат, два Мајклова стара друга — његов полубрат Линколн Бароуз и бегунац из Фокс ривера Бенџамин Френклин ризикују своје животе и отпутују у Јемен да би пронашли и спасли Мајкла те га довели кући. Мајклова бивша супруга Сара која се удала остаје у САД, где је прогањају агенти оперативца познатог као Посајдон — који је одговоран за Мајклов нестанак.

## Глумци и улоге

### Главна постава
- Доминик Персел као Линколн Бароуз
- Вентворт Милер као Мајкл Скофилд
- Амори Ноласко као Фернандо Сукре
- Сара Вејн Калис као Сара Танкреди-Скофилд
- Пол Ејделстајн као Пол Келерман
- Роберт Непер као Теодор „Ти-Бег” Бегвел
- Рокмонд Данбар као Бенџамин Мајлс „Стотка” Френклин
- Марк Фојерстин као Џејкоб Нес / Посајдон‍[13]‍[16]
- Инбар Лави као Шиба‍[17]
- Огастус Пру као Дејвид „Вип” Мартин‍[14]

### Споредна постава
- Рик Јун као Џа‍[14]
- Стив Музакис као Ван Гог‍[14]
- Амин Ел Гамал као Сајклопс‍[18]
- Марина Бенедикт као Емили „Еј-ен-Даблју” Блејк‍[17]
- Кунал Шарма као Сид‍[17]
- Фаран Тахир као Џамил‍[19]
- Нуман Аџар као Абу Рамал
- Кертис Лам као Агент Кишида
- Кристал Балинт као Хедер
- Валид Зуајтер као Мухамед ел Тунис
- Ти-Џеј Рамини као Крос
- Акин Гази као Омар
- Кристијан Мајкл Купер као Мајкл Скофилд мл.‍[20]‍[21]

## Продукција

### Развој
Дана 12. јануара 2015. године, на 2015 Winter TCA Press Tour конференцији, Вентворт Милер и Доминик Персел открили су да су спремни да у живот врате култну серију Бекство из затвора; Милер је изјавио: „Идеју смо Фоксу заправо изнели веома лежерно, а они нису баш били лежерни што се тиче интересовања. Чинило се да мисле да идеја заиста има потенцијала.” Персел је додао: „Ово је нешто око чега је Фокс, као што је Вентворт рекао, вероватно јако узбуђен.”‍
Један од директора Фокса, Гари Њуман, 17. јануара 2015. године је обзнанио да би компанија искрено желела да се прича по имену Бекство из затвора настави, мада Фокс још ништа није одлучио. Њуман је рекао: „Постоје неке спекулације у пресу везано за Бекство из затвора, а ми смо у студију јасно одлучили да ћемо Бекство из затвора наставити снимати... (...) Реч је о савршеној мини-серији. Међутим, сада немамо ништа више за рећи.”‍
Дана 2. јуна 2015. године је први пут објављено да Фокс развија мини-серију која ће да буде вид наставка Шеринговог Бекства из затвора.‍ Након великог броја уследелих извешћа светских медија о озбиљним разматрањима могућности повратка Бекства из затвора на мале екране, као и стварања пројекта којим би се поново окупила екипа глумаца култне ТВ серије — сличног ономе из прошлогодишњег „оживљења” мини-серије 24: Живи други дан (енгл. 24: Live Another Day) — у ком би се приказао одређен број епизода са детаљним објашњењем гледаоцима о неочекиваном завршетку серије,‍‍‍‍‍‍‍ у јутро 6. августа 2015. године — на летној прес-турнеји Асоцијације за телевизијску критику на Беверли Хилсу — генерални директори Фокса Дана Волден и Гари Њуман потврдили су званичан долазак десетоделне мини-серије на Фокс, која ће представљати „оживљење” популарног Бекства из затвора. Наставак је премијерно приказан априла 2017. године, како је и било планирано.‍‍
Речено је да је реч о наставку на оригиналну серију, да ће радња да буде смештена неколико година после завршетка њене четврте сезоне, те да ће Милер и Персел да репризирају своје улоге заједно са још неколико оригиналних ликова. Дана Волден изјавила је тада да је Бекство из затвора остварило веома завидан успех на глобалном нивоу те на платформама као што је Нетфликс.‍ Волденова је рекла следеће: „Оно што нам је дато [од стране Пола], био је веома логичан и уверавајући свет Бекства из затвора — објашњење зашто су наши ликови још увек живи и зашто се и даље крећу по свету.” Такође је рекла: „Ја бих ово описала као мали наставак. Приказује ликове неколико година после него што смо их оставили у последњој сезони серије. Браћа ће се вратити. Неки култни ликови из ове серије ће се [такође] вратити, а почеће и да се расправља о одређеним недоумицама из серије.”‍
Саопштење о снимању наставка серије, 15. јануара 2016. године издао је Фокс;‍ број епизода је смањен на девет, иако је Фокс одбио да објави званичну информацију о броју епизода мини-серије.‍ Потврђен је повратак четири члана оригиналног тима који је створио Бекство из затвора (Пол Шеринг, Нил Мориц, Марти Ејделстајн и Дон Олмстед), који су на мини-серији (која је у међувремену постала пета сезона) радили као извршни продуценти, с тим да је Шеринг био и сценариста и режисер.‍

### Писање сценарија
Дана 7. августа 2015. године је објављено да ће творац оригиналне серије, њен сценариста и режисер Пол Шеринг да буде задужен за писање прве епизоде наставка у виду мини-серије, али и темеља сценарија који ће остали сценаристи морати да прате током снимања.‍

### Кастинг
Звезде главне серије Вентворт Милер и Доминик Персел одабрани су као протагонисти и за њен наставак 15. јануара 2016. године, а своје улоге репризирали су као браћа Мајкл Скофилд и Линколн Бароуз.‍
Магазин Variety је 22. фебруара 2016. године објавио да ће Марк Фојерстин играти Џејкоба Антона Неса,‍ мужа Саре Скофилд и професора економије (теорија игара) на Корнелу који је „сумњив што се тиче владе, али са још мало потребне енергије по питању рушења противника”.‍ Такође је потврђено да ће Сара Вејн Калис‍‍ те Роберт Непер, Рокмонд Данбар и Амори Ноласко‍‍ да репризирају своје оригиналне улоге, иако тада није било склопљених договора са било којим од ових глумаца.‍
Огастус Пру, Рик Јун и Стив Музакис одабрани су 9. марта 2016. године као „веома битне споредне улоге”. Пру је „забавни, луди и веома веома оштри” Вип, Јун игра лика по имену Џа који је описан као „корејски крадљивац идентитета чији неуредни изглед прикрива његову генијалност”, док је Музакис утеловио „опасног лудака” Ван Гога.‍‍ Повратак Саре Вејн Калис као Саре Скофилд потврђен је 9. марта 2016. године.‍ Амин Ел Гамал је споредну улогу мистериозног Сајклопса добио 16. марта 2016. године.‍
Оригиналне звезде Роберт Непер, Амори Ноласко и Рокмонд Данбар репризирају своје улоге као Ти-Бег, Сукре и Стотка (редом), што је објављено 17. марта 2016. године.‍ Четири дана после, 21. марта 2016. године, потврђен је и повратак Пола Ејделстајна који репризира своју улогу Пола Келермана.‍‍ Истог дана је објављено да ће Инбар Лави, Марина Бенедикт и Кунал Шарма бити још три нова лица у споредној постави.‍ Лавијева је у улози прелепе и паметне Шибе, операторке и активисткиње која се забавља са Бароузом.‍ Бенедиктова је Еј-ен-Даблју, „бесомучна негативка која не брине о свом физичком стању али је ефикасна у остваривању својих смртоносних наума”. Шарма игра претенциозног геја Сида, човека у затвору чији је прекршај — упркос ономе што пише у резимеу његове судске пресуде — само његово сексуално опредељење.‍
Фаран Тахир је још један споредни глумац који се појавио у наставку, и то као чудак Џамил; долазак Тахира објављен је 22. априла 2016. године, а он Џамила описује као „човека који има сукоб сам са собом”, с чим Тахир како каже воли да експериментише. Такође каже да неће да игра улогу која ће да одступа од осталих или да ствара дискриминацију у различитим аспектима: „Ако буде постојао ниво одступања или негативности за који осећам да није оправдан, ја ћу или причати са режисером и тимом сценариста или ћу препустити улогу [некоме другом].”‍
Последњи који се придружио постави пете сезоне је Кристијан Мајкл Купер, и то као Мајкл Скофилд мл. — син Мајкла Скофилда и Саре Танкреди. Описује га се као ’кул’ дечака, напредног за своје године, који ће иако је у почетку живео са Саром и Скотом бити један од кључних фактора за уједињење Мајкла и Саре.‍‍
Јула 2016. године откривено је да Вилијам Фикнер неће репризирати своју улогу Александера Махона.‍ Роберт Непер је за Диџитал спај (енгл. Digital Spy) изјавио следеће: „... [сценариста] Пол [Шеринг] воли Била Фикнера и ја волим Била Фикнера. Он је бриљантан глумац — али Пол је мени искрено рекао: ’Не знам шта да радим с тим ликом.’ Није желео да једноставно доведе свакога назад, тако да публика каже ’Ах, види, ево Била Фикнера поново.’ —  он је искрено мислио [следеће]: ’Нисам сигуран где да то урадим у причи.’ Тако да ако једног дана буде ново поглавље овога, можда ће Бил да се врати. Али ја мислим да су ликови који су ту, сваки од момената које имамо, кључни за причање приче, што је онако како би [и] требало да буде.”‍

### Снимање
Снимање је првобитно требало да почне крајем марта 2016. године.‍‍ Продукција прве сезоне почела је 7. априла 2016. године у Ванкуверу, након што су Милер и Персел завршили снимање Легенди сутрашњег дана (енгл. Legends of Tomorrow).‍ Било је планирано да се снимање у Ванкуверу заврши 5. јула 2016. године,‍ али је завршено шест дана после. Неколико дана после су објављене и неке од нових локација снимања: марокански градови Рабат, Казабланка и Уарзазат.‍‍
Главни глумац Доминик Персел је 1. јуна 2016. године умало погинуо на сету у Мароку, након што му је на главу пала гвоздена шипка коришћена као део сета. Аустралијски глумац је моментално превезен хеликоптером из Маракеша до Казабланке; преломи носа и друге повреде су саниране, глумац се опоравља, а ток снимања се није битно пореметио.‍‍‍

### Музика
Композитор музике за оригиналну серију Рамин Џавади изјавио је да би дефинитивно желео да се врати и ради на новој сезони Бекства из затвора, и то након што је чуо вести о могућем снимању мини-серије. Тада је рекао следеће: „Дословно сам баш сад чуо, тако да је то новина за мене. Веома је узбудљиво јер је серија била тако добра, али нико ме до сада није контактирао.” Џавади је на питања о томе да ли би поново био главни композитор музичке теме одговорио: „Највероватније, ако ми распоред буде дозвољавао —та серија ми је доста прирасла срцу. Уживао сам радећи са свим људима укљученим у пројекат. Мислим да је то невероватна серија. Апсолутно.”‍ У јуну 2016. потврђен је повратак Џавадија као композитора музике за пету сезону.

## Критички пријем
Пета сезона је добила помешане критике. На агрегатору рецензија Rotten Tomatoes, сезона има проценат одобравања 55% на основу 29 прегледа, са просечном оценом 6,24/10. Критички консензус је следећи: „Бекство из затвора након повратка поново враћа нешто своје старе наметљивости, али позната лица и помамна акција нису довољни да би надокнадили губљење интересовања услед заморне радње.”‍ На сајту Metacritic, сезона пет има оцену 48 од 100 на основу рецензије 18 критичара, с ознаком „помешана или просечна критика”.‍

## Хоум медија
Серија би на Блу-реју и DVD-у требало да изађе 27. јуна 2017. године.‍